# 纳贾特·瓦洛-贝勒卡西姆
纳贾特·瓦洛-贝勒卡西姆（法語：Najat Vallaud-Belkacem，法語發音：[naʒat valo bɛlkasɛm]；1977年10月4日—），摩洛哥裔法国政治人物，前法学家，2014年8月至2017年5月担任国民教育、高等教育和研究部长。此前她于2012年5月16日—2014年3月31日担任妇女权利部长兼政府发言人，并于2014年4月2日—2014年8月25日担任妇女权利部长、城市事务部长、青年事务和体育部长。她拥有双重国籍，出生时为摩洛哥籍，自1995年入籍以来拥有法国国籍。